# Quân khu Tây (Liên bang Nga)
Quân khu Tây (tiếng Nga: Западный военный округ, chuyển tự Zapadnyy voyennyy okrug) từng là một trong năm quân khu của Lực lượng vũ trang Liên bang Nga. Quân khu này chịu trách nhiệm phòng thủ ở khu vực trung tây của Nga thuộc châu Âu. Trụ sở Bộ Tư lệnh Quân khu Tây đóng tại Sankt-Peterburg. Tháng 2 năm 2024, Quân khu Tây được tách thành Quân khu Leningrad và Quân khu Moskva.
Quân khu Tây được thành lập như một phần của cải cách quân sự năm 2008 và được thành lập theo Nghị định №1144 được ký ngày 20 tháng 9 năm 2010 của Tổng thống Nga, trên cơ sở hợp nhất của Quân khu Moskva, Quân khu Leningrad và Đặc khu Kaliningrad. Quân khu Tây bắt đầu hoạt động vào ngày 20 tháng 10 năm 2010, dưới sự chỉ huy của Thượng tướng Valery Gerasimov. Trung tướng Roman Berdnikov nắm quyền chỉ huy vào ngày 3 tháng 10 năm 2022. Quân khu phía Tây cho đến khi tách thành hai quân khu mới (26/12/2022) do Thượng tướng Yevgeny Nikiforov, người trước đây là Tham mưu trưởng Quân khu Đông, chỉ huy.
Quân khu Tây là quân khu nhỏ thứ hai ở Nga tính theo quy mô địa lý. Phạm vi của quân khu bao gồm 26 chủ thể liên bang của Nga: tỉnh Belgorod, tỉnh Bryansk, tỉnh Ivanovo, tỉnh Kaliningrad, tỉnh Kaluga, Karelia, tỉnh Kostroma, tỉnh Kursk, tỉnh Leningrad, tỉnh Lipetsk, Moskva, tỉnh Moskva, tỉnh Nizhny Novgorod, tỉnh Novgorod, tỉnh Oryol, tỉnh Pskov, tỉnh Ryazan, Sankt-Peterburg, tỉnh Smolensk, tỉnh Tambov, tỉnh Tver, tỉnh Tula, tỉnh Vladimir, tỉnh Vologda, tỉnh Voronezh, tỉnh Yaroslavl. Do đó, nó bao gồm Vùng liên bang Trung tâm và phần phía Tây của Vùng liên bang Tây Bắc. Địa phận mà Quân khu Tây bảo vệ giáp biên với Estonia và Latvia là hai quốc gia thành viên NATO, Belarus là đồng minh của Nga, và với Ukraina là nước mà Nga đang giao tranh.
Trong chiến tranh Ukraina, một số đơn vị của Quân khu Tây được tổ chức thành Nhóm lực lượng Zapad và được phái tới tác chiến tại phía bắc và đông bắc Ukraina.
Trước ngày 1 tháng 12 năm 2014, Quân khu Tây còn bao gồm Bộ Tư lệnh Chiến lược chung Bắc Cực, tỉnh Arkhangelsk, Murmansk Oblast, Cộng hòa Komi và Khu tự trị Nenets, cũng như Hạm đội Baltic và Hạm đội phương Bắc của Hải quân Nga, khỏi quân khu này. Nga đã công bố kế hoạch tái lập hai quân khu Moskva và Sankt-Peterburg.
Các đơn vị quân sự thuộc Bộ Nội vụ, Bộ đội Biên phòng của FSB, cũng như các đơn vị của Bộ Tình trạng khẩn cấp (Nga) và các bộ, ngành khác của Liên bang Nga thực hiện nhiệm vụ trên lãnh thổ huyện nằm dưới sự phụ thuộc hoạt động của nó.

## Tư lệnh
- Thượng tướng Valery Vasilyevich Gerasimov (20–28 tháng 10 năm 2010 (quyền))
- Thượng tướng Arkady Viktotovich Bakhin (28 tháng 10 năm 2010 – 9 tháng 11 năm 2012)
- Thượng tướng Anatoly Alekseyevich Sidorov (24 tháng 12 năm 2012 – 10 tháng 11 năm 2015)
- Thượng tướng Andrey Valeryevich Kartapolov (10 tháng 11 năm 2015 – 19 tháng 12 năm 2016)
- Trung tướng Viktor Borisovich Astapov (19 tháng 12 năm 2016 – tháng 4 năm 2017 (quyền))
- Thượng tướng Andrey Valeryevich Kartapolov (tháng 4 năm 2017 – 30 tháng 7 năm 2018)[8]
- Trung tướng Viktor Borisovich Astapov (30 tháng 7 – tháng 11 năm 2018 (quyền))
- Thượng tướng Alexander Alexandrovich Zhuravlyov (tháng 11 năm 2018[9] – tháng 6 năm 2022[10])
- Trung tướng Andrei Ivanovich Sychevoi, (tháng 6 năm 2022[49] – cách chức ngày 4 tháng 9 năm 2022)[11]
- Thượng tướng Roman Borisovich Berdnikov (3 tháng 10 – 26 tháng 12 năm 2022)[12]
- Thượng tướng Sergey Yuryevich Kuzovlev (13–26 tháng 12 năm 2022)
- Trung tướng (sau này là Thượng tướng) Yevgeny Valeryevich Nikiforov (26 tháng 12 năm 2022 – nay)[13]